# Zeytinburnuspor
Zeytinburnuspor – turecki klub piłkarski z siedzibą w Stambule.

## Historia
Zeytinburnu Spor Kulubü został założony w 1953 robotniczej dzielnicy Stambułu – Zeytinburnu. W 1984 klub po raz pierwszy awansował do trzeciej ligi, a w 1987 do drugiej. W 1989 klub po raz pierwszy w historii awansował do 1. Lig.
W tureckiej ekstraklasie Zeytinburnuspor występował trzykrotnie w latach 1989–1997 (łącznie pięć sezonów). Kolejne trzy lata klub spędził drugiej lidze, a w latach 2000–2002 i 2006–2010 występował  trzeciej lidze. W 2010 Zeytinburnuspor spadł do TTF 3. Lig (IV liga). Rok później klub spadł jeszcze niżej do Amatör Lig.

## Sukcesy
- 5 sezonów w Süper Lig: 1989–1991, 1993–1995, 1996–1997.
- 8 sezonów w 1. Lig: 1987–1989, 1991–1993, 1995–1996, 199–2000.
- 6 sezonów w 2. Lig: 1984–1987, 2000–2002, 2006–2010.
- 5 sezonów w 3. Lig: 2002–2006, 2010–2011.
- 1 sezon w Amatör Lig: 2011–.

## Znani piłkarze w klubie
| - Arif Erdem - Hayrettin Demirbaş - Emre Belözoğlu (grał tylko w drużynach młodzieżowych) | - Sékana Diaby - Mamadou Diallo |

## Sezony wSüper Lig
| Sezon   | Uzyskane Miejsce |
| ------- | ---------------- |
| 1989-90 | 10               |
| 1990-91 | 14 (spadek)      |
| 1993-94 | 13               |
| 1994-95 | 16 (spadek)      |
| 1996-97 | 18 (spadek)      |